# 富乔维奇·马顿
富乔维奇·马顿（匈牙利語：Fucsovics Márton，1992年2月8日—）是匈牙利的一位職業網球運動員。他從5歲時就開始打網球。2010年，他贏得溫布爾登網球公開賽男子少年的冠軍。他也代表匈牙利參加戴維斯杯的比賽。

## 外部連結
- 官方網站
- 富乔维奇·马顿（英文/西班牙文）的官方資料
- 富乔维奇·马顿的官方资料
- 富乔维奇·马顿的官方資料（英文）

1. ↑  .   [2022-05-24]. （原始内容存档于2016-06-09）.